# St. Laurentius (Ilmspan)

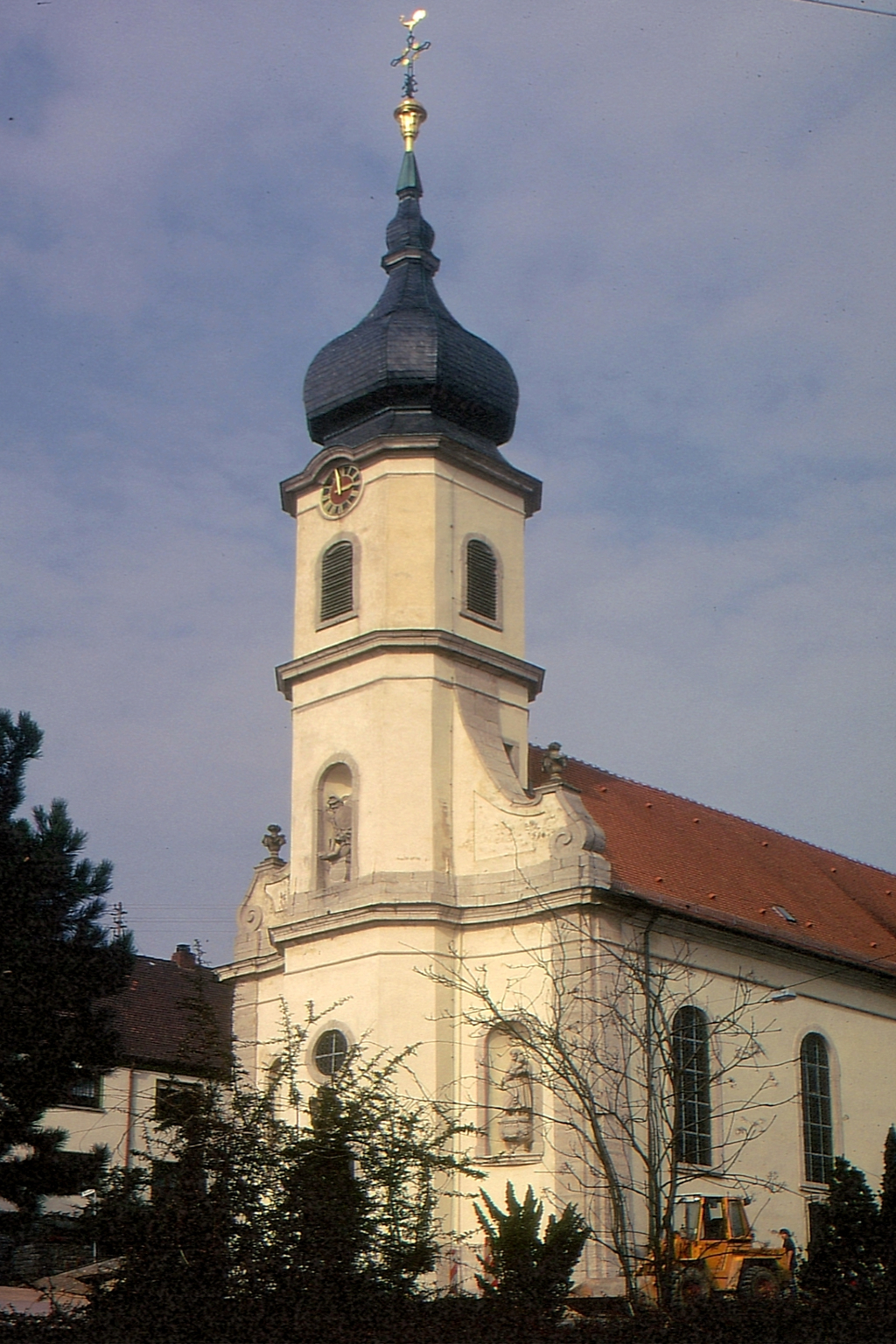
Die Laurentiuskirche in Ilmspan (1996)

Die römisch-katholische Pfarrkirche St. Laurentius in Ilmspan, einem Ortsteil von Großrinderfeld im Main-Tauber-Kreis wurde in den Jahren 1766 bis 1768 errichtet und ist dem heiligen Laurentius geweiht.

## Geschichte
Der Baumeister Johann Michael Fischer übernahm von 1766 bis 1768 die Planung und Bauleitung der Kirche. Unter dem Eingang der Kirche befindet sich ein Wappen, welches an die Fürstbischöfe aus Würzburg, die damals herrschten, ebenso wie an das Baujahr 1766 erinnern soll.
Die Laurentiuskirche gehört der Seelsorgeeinheit Großrinderfeld-Werbach an, die dem Dekanat Tauberbischofsheim des Erzbistums Freiburg zugeordnet ist.

## Architektur und Ausstattung

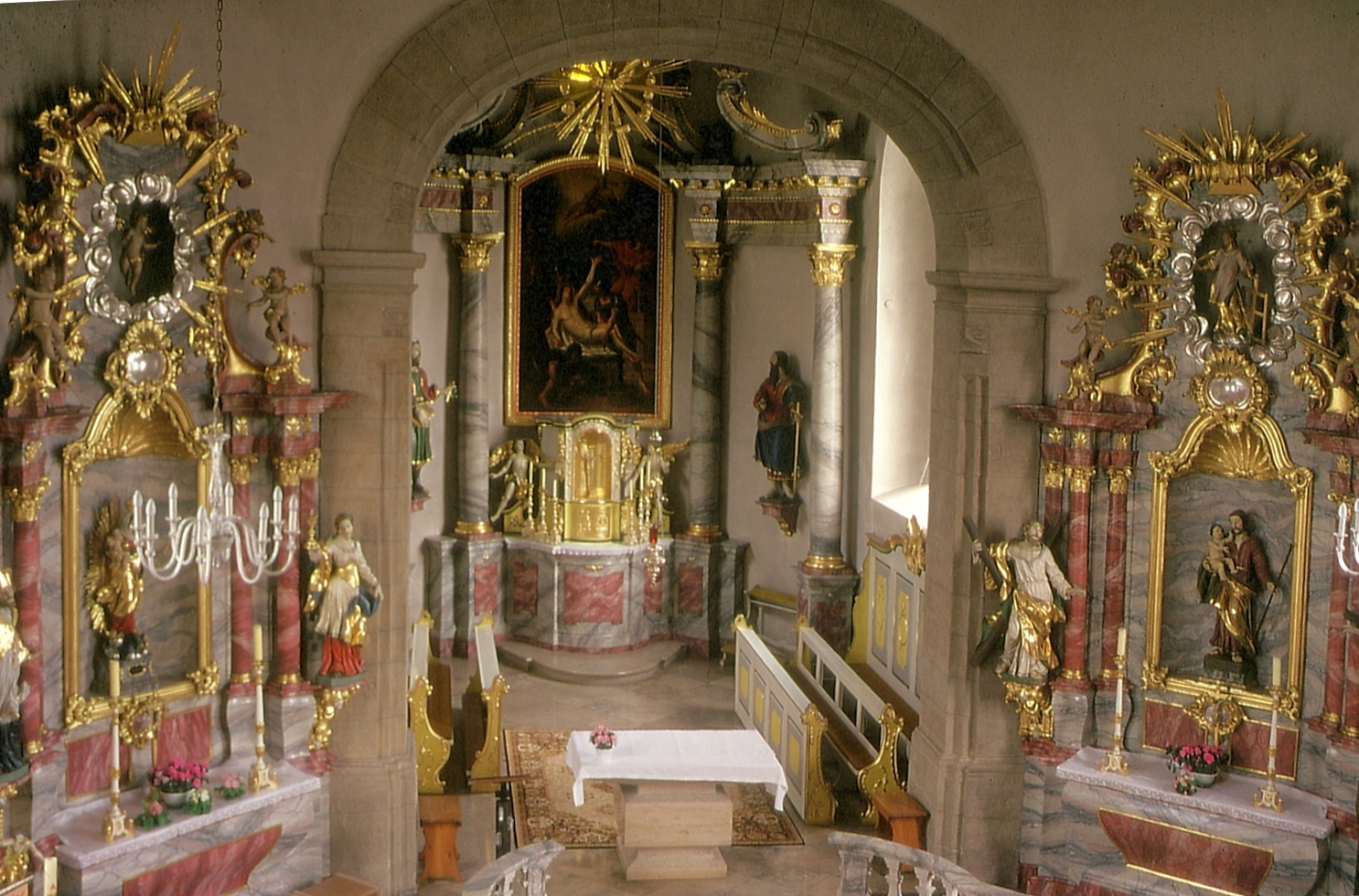
Innenansicht der Laurentiuskirche

### Figuren
Den Erzengel Michael kann man figürlich an der vordersten Westseite des Turmes in einer Bogennische auffinden. Vorne links unten befindet sich die Figur der St. Anna selbdritt. Vorne rechts unten kann man sich die Figur des St. Josef anschauen. Die Kirchenfiguren stammen allesamt aus dem 18. Jahrhundert. Der Hochaltar der Kirche stellt das Martyrium des hl. Laurentius dar. Daneben befinden sich die Apostelfürsten Petrus und Paulus. Die zwei Seitenaltäre wurden vom Bildhauer Johann Steuerwald im Jahre 1768 angefertigt. In der Mitte des linken Seitenaltares befindet sich die Figur der Gottesmutter Maria. Auf der rechten Seite des linken Seitenaltares ist die Figur des hl. Johannes Nepomuk und auf der linken Seite die hl. Barbara zu besichtigen. In der Mitte des rechten Seitenaltares befindet sich der hl. Josef. Auf seiner linken Seite ist der hl. Sebastian und auf seiner rechten Seite der hl. Andreas zu finden.

### Sehenswertes
Sehenswertes an der Kirche St. Laurentius sind der Beichtstuhl, das Chorgestühl, eine barocke Pietà, ebenso wie die Figuren des seligen Bernhard von Baden, des hl. Laurentius und hl. Wendelin.

### Kanzel
Die Kanzel der Kirche stammt aus dem 17. Jahrhundert und ist somit älter als die Kirche selbst. Jesus befindet sich als Guter Hirte oben auf der Kanzel. Ignatius von Loyola, der den Jesuitenorden gegründet hat, ist ebenso auf der Kanzel zu sehen. Unterhalb der Kanzel kann man Lukas, Markus, Matthäus und Johannes, die vier Evangelisten, erkennen.

## Patrozinium und Gelöbnistag
Das Patrozinium wird in der Gemeinde am 10. August gefeiert und der Gelöbnistag am 20. Januar.